# Knoflíky lásky
Knoflíky lásky je debutové album Ivety Bartošové a Petra Sepešiho, které vydal Supraphon pod dramaturgickým vedením dramaturga Čs. rozhlasu v Praze a skladatele Pavla Vaculíka. Předcházelo mu několik singlů a televizních vystoupení. Vedle již známých písníček jako „Knoflíky lásky“, „Červenám“ nebo „My to zvládnem“ se na albu objevily skladby Petra Hanniga, Stanislava Chmelíka či Felixe Slováčka s texty Miroslava Černého, Václava Honse, Zdeňka Rytíře, Michala Bukoviče a Jana Krůty, v podobě autorské původní tvorby. Až na jednu byly všechny skladby nahrány ve Studiu A Čs. rozhlasu s TOČR pod vedením Felixe Slováčka.
Zpěvák Petr Sepeši, který s Ivetou Bartošovou udržoval vztah, se vydání alba nedožil poté, co zemřel na následky autonehody 29. července 1985.
Album bylo vydáno v reedici s bonusovými skladbami v roce 1998 u firmy Bonton music.

## Seznam skladeb
1. „Knoflíky lásky“  (Pavel Vaculík / Jan Krůta) 3:10
2. „My to zvládnem“ (Pavel Vaculík / Miroslav Černý) 2:30
3. „Červenám“ (Pavel Vaculík / Jan Krůta) 3:25
4. „Zázrak se může stát“ (Petr Hannig / Václav Hons) 3:30
5. „Snad jednou najdu průvodce“ (Pavel Vaculík / Michal Bukovič) 3:15
6. „Zítra zavolám zase“ (Stanislav Chmelík / Václav Hons) 2:45
7. „Den je jak má být“ (Stanislav Chmelík / Václav Hons) 2:15
8. „S dovolením“ (Stanislav Chmelík / Miroslav Černý) 2:15)
9. „Snad nám to vyjde“ (Felix Slováček / Miroslav Černý) 2:15
10. „Pohledy z prázdnin“ (Pavel Vaculík / Vladimír Kočandrle) 3:35
11. „Ani náhodou“ (Petr Hannig / Václav Hons) 3:25
12. „Já to tušil hned“ (Pavel Vaculík / Miroslav Černý) 3:40
13. „Něco za něco“ (Petr Hannig / Jaroslav Machek) 2:50

## Bonus
1. „Slůvka“ (Petr Sepeši / Petr Sepeši) 2:46
2. „Den, kdy nejsem s ní“  (Pavel Vaculík / Jaroslav Šprongl) 2:40
3. „Červená řeka“ (tradicionál / Ivo Fischer) 1:16
4. „Pátá“ (Down Town) (Tony Hatch / Jiří Štaidl) 01:02
5. „Oh, Baby, Baby“ (Bohuslav Ondráček / Eduard Krečmar) 01:35[pozn. 1]
6. „Šťastlivec“ (to nevadí) (Pavel Vaculík / Zdeněk Rytíř) 02:31
7. „Den je krásný“ (Jiří Bažant - Jiří Malásek / Vlastimil Hála) 4:37